# Digitaria thouaresiana
Digitaria thouaresiana är en gräsart som först beskrevs av Johannes Flüggé, och fick sitt nu gällande namn av Aimée Antoinette Camus. Digitaria thouaresiana ingår i släktet fingerhirser, och familjen gräs. Inga underarter finns listade i Catalogue of Life.